# あの家は黒い
1962年製作のイラン映画、「あの家は黒い」は、フォルーグ・ファッロフザード監督及び編集、エブラーヒーム・ゴレスターン製作のドキュメンタリー映画（モノクローム）。原題は、"خانه سیاه است" (Ḵān-e sīāh ast)（#題名）。同年秋にファッロフザードがイラン北西部の街タブリーズ近郊にあるハンセン病患者のホスピス、バーバーバーギーを訪れて撮影した（#製作）。1963年に西ドイツのオーバーハウゼンで催された国際短編映画祭で最優秀賞を受賞した（#解釈と受容）。

## 背景
イランにおける映画製作の歴史は1900年に始まり、1950年代にはドキュメンタリー映画が盛んに製作された。当時盛んだったのはイラン内外のニュースを4,5本立てで放映するニュース映画であり、内容は教育やプロパガンダを目的としたものであった。1950年代のイランは、1951年に石油資源の国有化、1953年にクーデタを経験した。1950年代から60年代にかけての時代には、モハンマド・レザー・シャーを理想の君主として描き、国家の理念、政治、政策を支援する雰囲気の醸成を目的とするプロパガンダ的ドキュメンタリー映画が量産された。イラン文化芸術省（Wezārat-e farhang o honar）とイラン国営テレビ・ラジオ（Rādīo wa televīzīon-e mellī-e Īrān）には大規模な予算が割り当てられ、1960年代前半には、これらを発注元とする多数のドキュメンタリーが製作されていた。また、その他にも当時は、イギリスやカナダのメディアが、イラン国内の映画製作会社に国内の事物に取材するドキュメンタリーの製作を依頼する需要があった。
映画プロデューサー、作家、翻訳家のエブラーヒーム・ゴレスターンは、1955年にテヘランのアラク通りに、イランでは始めての私設民営の映画製作所となる、ゴレスターン映画スタジオ（Sāzmān-e Film-e Golestān）を設立した。ゴレスターン映画スタジオは、アフヴァーズの油井における国営石油会社設立のドキュメンタリー「炎」など何本かの映画を、1950年代後半から1960年代終わりまでの期間、製作することとなる。ゴレスターンは1958年に、二人の友人の紹介で、当時仕事を探していた詩人のフォルーグ・ファッロフザードに初めて会った。彼はファッロフザードを自分の映画スタジオでタイピストないし電話番として雇うことにしたが、次第に重要な仕事を任すようになった。ドキュメンタリー「炎」では、フィルム編集が彼女に任され、別の映画では脚本が、また別の映画では撮影が任された。このようにしてファッロフザードは、1962年までに、映画製作の技術全般を習得していた。その陰でファッロフザードは、自己の才能への懐疑、道ならぬ恋、家族の問題に関する苦悩、経済的不安などにより、深刻な精神的危機も経験していた。

## 製作

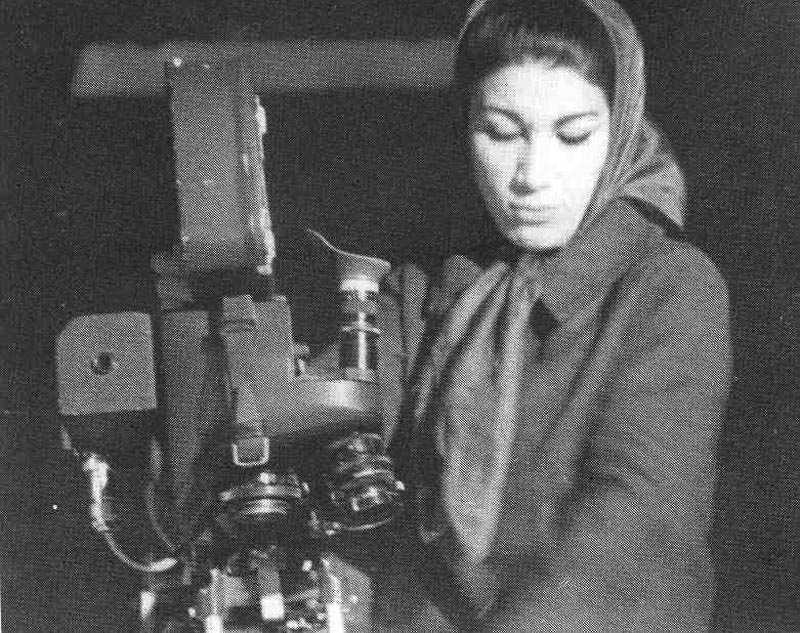
フォルーグ・ファッロフザード

1962年にゴレスターン映画スタジオは、ハンセン病患者支援協会（Anjoman-e　komak be joḏāmīān）から、バーバーバーギーにあるハンセン病患者の支援施設や支援活動を題材にしたドキュメンタリー映画製作の委嘱を受けた。バーバーバーギー（Bābābāghī）は、イランの北西部、東アーザルバーイジャーン州、タブリーズの街から北へ3キロメートルほど行ったところにある小さなオアシスであり、村全体がハンセン病患者の終身的な療養所（ホスピス）になっている。ゴレスターンは、この映画の監督を当時27歳のファッロフザードに任せた。ファッロフザードは夏の間に単身でバーバーバーギーに赴き、下調べをした後、いったんテヘランに戻った。秋になってから5人の撮影スタッフを伴ってもう一度村へ行き、撮影を開始した。
撮影は1962年の秋に12日間かけて行われ、撮影班5人がみな、村に滞在して撮影を行った。ファッロフザードは、現地入りの前に、脚本や撮影すべきもののリスト、日程表などを一切作らなかったと言われている。彼女は滞在期間の最初の2日を、村の環境になじみ、住民たちと親しくなることに費やした。バーバーバーギーの住民はファッロフザード監督らを人間的に信頼し、打ち解けた。

## 内容
長さは22分程度。全編を通して、抑制されたカメラワークでハンセン病患者の日常生活をゆっくりと映し出す。その映像にファッロフザード監督自作の詩の朗読がかぶさるが、朗読はつとめて抑揚を抑えた、淡々とした調子であり、つぶやきに近い。映画の冒頭、身づくろいをした女性の顔が鏡越しに映し出される。その後、身体機能維持のためのリハビリの様子が映し出され、ハンセン病の病態について、やはり抑制されたトーンのナレーションにより簡単に解説される。この唯一男性の声によるナレーションはゴレスターンによるものである。リハビリのシーケンスに引き続いて、礼拝所のシーケンスになり、治癒を願い神への感謝の祈りを捧げる言葉（クルアーンの章句）が読誦される。また、淡々と医療情報を提供するゴレスターンのナレーションと対照的な、慰撫するようなトーンで、ファッロフザードが新約聖書の一部を読む。
その他は、ボール遊びや給食といった日常が主である。映画の冒頭付近と最後近くの2箇所に学校のシーケンスがある。1回目のシーケンスでは子どもたちが教科書を読み、2回目のシーケンスでは習ったことの理解を確認する意図で教師が生徒たちに質問する：「両親に感謝しなければならない理由はなぜか」、「美しいもの、醜いものの例を、いくつか挙げなさい」。教室で交わされる教師と子どもたちの問答は、バーバーバーギーの住民の生をアイロニカルに浮き彫りにする。

## 題名
映画のラスト・シーケンスは、教師が「ハーネ」（「家」を意味するペルシア語）という言葉を使って文章を作りなさいと生徒に促す場面である。指された少年がしばらく考える映像の間に、村人の見送りの映像が挿入される。カメラが村の中から後ろへ引いていき外へ出るとともに、カメラについて歩いてきた村人全員の目の前で、門が閉じられる。外側から見る村の門には、「ジョザーメ・ハーネ」（癩病の家）と書かれている。少年はチョークで黒板に「ハーネ・スィヤーフ・アスト」と書く。
ファッロフザード監督はこれを映画の題名とした。直訳すると「家が黒い」という意味であるが、英語文献では映画内の文脈を踏まえて、"The House is doomed" と意訳した例もある。ペルシア語の原題には定冠詞や指示詞はないのであるが、英語やフランス語では、定冠詞を付加して "The House is Black", "La maison est noire"　とした訳題が一般的である。日本語では、指示詞「あの」を付加して「あの家は黒い」という訳題例がある。1999年に本作が日本初上映された山形国際ドキュメンタリー映画祭では、「ブラック・ハウス」という訳題であった。

## 解釈と受容
イランでは1960年代末から1970年代にかけて「モウジェ・ノヴィー・シネマ・イラン」（イランのニューウェイヴ映画）と呼ばれる一群の映画が製作された。本作「あの家は黒い」は、これらニューウェイヴ映画に6, 7年ほど先行する作品になるが、多大な影響をこれらニューウェイヴ映画に与えたとされる。本作自体は、一面的には、政府等機関がスポンサーについた体制寄りの映画の範疇に入るが、本作に刺激を受けて、より前衛的な手法に取り組むようになった映画人もいた。ゴレスターン映画スタジオは本作以後、その性格が変容し、若手に実験的な創造を試す機会を与える場になった（本来の目的がそれだったという見解もある）。
本作の新しさは、詩的映像美とドキュメンタリーを融合させて「詩的ドキュメンタリー」とも呼ぶべき新しいジャンルを開拓した点にあると、よく説明される。映画評論家ジョナサン・ローゼンバウムは、本作が映画と詩を融合させた数少ない成功例の一つと評している。また、ローゼンバウムによると、アッバース・キヤーロスターミーのすべての映画作品に本作との類似性を見出しうるほど、本作はキヤーロスターミーに影響を与えているという。ニューウェイヴからは世代が下るが、映画監督モフセン・マフモルバーフは、本作を現代イラン映画の中で最も優れた映画であると評した。
しかしながら、イランにおける1962年又は1963年の初回上映当時には、むしろ、本作を批判する声もあった。一般公開に先立ち、テヘラン大学医科学研究所において行われた、専門家向けプレミア上映会は、モハンマド・レザー・シャーの双子の妹アシュラフと、シャーの妃ファラフを来賓に招いて催された。本作への批判は、「ファッロフザード監督らは、シャーと自らの利益のためにハンセン病患者から搾取を行った」というものであった。キューバ危機の前後でソ連と直に国境を接するイランは東西陣営の対立構造が国内にも持ち込まれ、シャー支持派対左翼の構図が出来上がっていた。1980年代以後は、この構図がイスラミスト対左翼に変容していく。
西側諸国においては、本作の価値はすぐに認められた。1963年に西ドイツのオーバーハウゼンで催された国際短編映画祭で最優秀賞を受賞した。1966年にはPesaro映画祭でも上映された。英国映画協会は、本作を、"Critics’ 50 Greatest Documentaries of All Time" の一つに選んだ。
一方で、フォルーグ・ファッロフザード監督自身は、バーバーバーギーの住民たちと信頼関係を築き、友達になれたという一点において非常に満足し、他人からの映画の評価がどのようなものであっても気にしなかった。撮影期間中、患者同士のカップルの間に生まれた子どもで、フォルーグにとてもよくなついた子どもがいた。フォルーグは子どもを連れてテヘランに戻り、後に養子にした。フォルーグ自身は1967年に自動車事故で世を去るが、世界各国で重版を続ける彼女の詩集から得られる収入が養子の生活を支えた。フォルーグの死後に、養子の実親が公開したフォルーグの手紙には、母性愛に満ちたフォルーグの一面を見ることができる。
なお、現在（2006年）のバーバーバーギーには、タブリーズ大学の医学研究所の施設があり、ハンセン病の早期発見早期治療に取り組んでいる。2006年時点で「根絶にはまだまだ」という状況ながら、過去数十年で着実に有病率を低下させている。